# Team penning
Il team penning è uno sport equestre nato in America che si è evoluto dal lavoro dei ranch per separare il bestiame in recinti diversi per le cure o la marchiatura.
È uno sport di squadra che consiste nel separare tre vitelli con lo stesso numero dal resto della mandria, in genere 30 vitelli in totale, e condurli in minor tempo possibile in un recinto, il pen. Il team ha a disposizione un tempo totale che va dai 60 ai 90 secondi, a seconda della categoria della gara.

## Regole
I vitelli nel Team Penning sono numerati in genere da 0 a 9 ed i tre numeri che dovranno essere condotti all'interno del pen sono selezionati in maniera casuale dal giudice al momento della partenza.  Ogni categoria di gara ha un punteggio massimo, in cui i cavalieri che vi partecipano in team non possono superarlo, poiché ogni cavaliere ha un punteggio, chiamato rating (da 1 a 7) in base alla sua bravura a cavallo e dalle gare vinte. Nel team penning è prevista la squalifica del team (no-time) nel caso in cui più di 3 vitelli superino la linea della start line (dove è posizionato il giudice) o anche se un vitello con un numero diverso da quello selezionato la superino; è previsto la squalifica anche in caso di maltrattamenti ai danni dei cavalli o dei vitelli, e anche se durante la gara il cavallo o il cavaliere venga a contatto (anche incidentale) del vitello. La gara finisce nel momento in cui i cavalieri hanno messo nel recinto tutti e tre i vitelli ed alzato la mano per far fermare il tempo. La gara si divide in 2 GO e alla fine i tempi stabiliti nel 1° e 2° GO vengono sommati e il tempo più basso tra tutti vince la gara.

## Diffusione
Oggi lo sport è in rapida crescita in Europa, Stati Uniti, Canada ed Australia.